# ابن صاعد رحبی
صاعد بن حسن بن صاعد با کُنیهٔ ابوالعلاء و لقبِ زعیم‌الدوله، شهرت‌یافته به ابن صاعد رحبی یا (؟ - ۱۰۸۲م) ادیب، مخترع، مهندس مکانیک و نویسندهٔ عراقی-شامی در سدهٔ پنجم هجری/یازدهم میلادی بود. او را نخستین کاتبی می‌دانند که با مداد نه جوهر نگاشت. به دمشق وارد شد و مدتی ماندگار بود. ابن عساکر از اختراعات او در علم نجوم نوشته است که برای امیر شرف‌الدوله مسلم بن قریش ساخته بود «شیئی که کره‌ها را نمایش می‌داد». همچنین از قلمی آهنین می‌گوید که او ساخت، «تا یک ماه می‌توانست بنگارد و خشک نشود». سومین اختراع او، ابزاری برای بلند کردن سنگینی‌ها بوده است. او رساله‌ای علمی با عنوان التشویق التعلیمی را نوشت.